# Paulo da Silva Fernandes
Filho de Edgar Pereira Fernandes e de Marina da Silva Fernandes, Paulo da Silva Fernandes (Porto Alegre, 30 de outubro de 1915 – 18 de maio de 1997) foi um político brasileiro.
Formado pela Escola de Agronomia de Viçosa, em 1935, já havia tomado posse da prefeitura de Barra do Piraí (RJ) em 1939, substituindo Manuel Raposo, em mandato que durou até 1945. Melhorou o serviço de abastecimento de água, instalou postos de saúde e foi responsável pela reforma do ginásio municipal.
Ao término do Estado Novo, entrou para o PSD (Partido Social Democrático), se tornando membro do diretório estadual.  Conseguiu a eleição para deputado da Assembleia Nacional Constituinte, cargo que passou a ocupar em 1946.
Com a transformação da Constituinte em Congresso ordinário, Paulo da Silva Fernandes passou a compor as Comissões de Legislação Social, de Agricultura da Câmara Federal, Finanças e de Constituição e Justiça. 
Seu mandato terminou em 1951. Em seguida, passou a exercer a função de secretário da Agricultura, Indústria e Comércio do Rio de Janeiro, ainda pelo PSD, agora em coligação com o PR (Partido Republicano), o PTN (Partido Trabalhista Nacional) e o PTB (Partido Trabalhista Brasileiro).
Em 1955, elegeu-se senador e passou a integrar a Liga de Emancipação Nacional, em movimento em prol de de liberdades democráticas e da autonomia econômica do país.  
Em 1962, candidatou-se ao posto de governador do Rio de Janeiro, em nova coligação do PSD, desta vez com PRT (Partido Rural Trabalhista) e PRP (Partido de Representação Popular). Não conseguiu a eleição, e acabou renunciando ao cargo de senador para ser ministro do Tribunal de Contas do Rio de Janeiro.   
Dentre outros feitos, presidiu a Associação Rural Sul Fluminense e a Federação das Associações Rurais do Estado do Rio de Janeiro.   
Faleceu no dia 18 de maio de 1997.  